# Martin's Cafè-teatre
Martin's cafè-teatre, ubicat en el núm. 130 del Passeig de Gràcia de Barcelona, va ser un local de copes on també es feien espectacles de petit format, pròxims al cafè-teatre.

## Espectacles
- 1971, (mesos d'abril, maig i juny). No muerdas la manzana del prójimo, original de Rafael Richart. Amb Marta Padovan i Enric Pous.[1]
- 1971, juliol. Napoleón soy yo, original de J.A. de la Iglesia. Amb Joan Velilla, Leonor Tomás i Margarida Minguillón
- 1971, (mesos de setembre, octubre i novembre). Quien mucho embarga, poco aprieta, original de Manuel Rato. Amb Enric Pous, Elisenda Ribas i Lluís Torner.
- 1971, desembre. Remena, nena (xou) de Guillermina Motta.
- 1972, febrer. El concierto, original de Juan Guerra. Amb Lola Gaos i Abel Viton.
- 1972, (mesos de febrer i març). Mecano-xou, original de Jordi Teixidor i C. Berga, amb Carme Sansa, Ventura Oller, Joan Matas. Direcció: Josep Torrens.
- 1972, abril. L'humorista Cassen.
- 1972, octubre. El caso, original de Francisco Gálvez, amb Ángeles Hortelano i Lucio Romero.
- 1972, novembre. La feria de cuerno y cabra, de Manolo Andrés.
- 1973, març. TV 2000, original de Manuel Medina. Amb Manuel Bronchud.